# Бугуљма
Бугуљма (рус. Бугульма) град је у Русији у републици Татарстан. Према попису становништва из 2010. у граду је живело 89.144 становника.

## Географија
Површина града износи 27,87 km².

## Становништво
Према прелиминарним подацима са пописа, у граду је 2010. живело 89.144 становника, 3.870 (4,16%) мање него 2002.
| 1939.  | 1959.  | 1970.  | 1979.  | 1989.  | 2002.  | 2010.  |
| ------ | ------ | ------ | ------ | ------ | ------ | ------ |
| 24.887 | 60.980 | 72.449 | 80.460 | 89.589 | 93.014 | 89.204 |